# Aphonomorphus testaceus
Aphonomorphus testaceus is een rechtvleugelig insect uit de familie krekels (Gryllidae). De wetenschappelijke naam van deze soort is voor het eerst geldig gepubliceerd in 1912 door Lucien Chopard.